# Triturus anatolicus
Triturus anatolicus är ett groddjur i släktet vattensalamandrar som förekommer i norra Turkiet. Den listades liksom Triturus ivanbureschi en längre tid som underart till sydlig större vattensalamander (T. karelinii). Avgränsningen mellan dessa två underarter var länge oklart.
Utbredningsområdet ligger söder om Svarta havet. Exemplaren vistas i låglandet och i bergstrakter upp till 1735 meter över havet. Uppskattningsvis förekommer arten i en 130 000 km² stor region. Triturus anatolicus lever i fuktiga delar av skogar och bergsstäpper. Kanske besöks trädgårdar som ersatte skogen. Grodynglen utvecklas i dammar eller i långsamt flytande vattendrag.
Lokala populationer hotas av landskapsförändringar. Hela beståndet bedöms som stort. IUCN listar arten som livskraftig (LC).